# チョコレートグラミー
チョコレートグラミー（学名：Sphaerichthys osphromenoides）は、スズキ目オスフロネムス科に分類される魚の一種。

## 分布と生息地
インドネシア（スマトラ島、ボルネオ島）、マレー半島に分布する。泥炭による弱酸性の水域に生息する。

## 形態
全長約6 cm。暗褐色の体色に白い横縞が数本入り、尻びれと背びれが白く縁取られる。胸びれと尾びれは透明で、これを細かく動かしてゆっくりと泳ぐ。雄は発情すると背びれと尻びれの内側が赤く発色する。

## 生態
繁殖においては、親が卵を口腔内に保護する、いわゆるマウスブルーダーである。雑食性で、主に昆虫を捕食する。

## 人間との関係
飼育は容易だが、細菌感染や寄生虫を防ぐため、生息環境である弱酸性の水を用意する必要がある。水温は25 - 27°Cに維持する必要がある.。生き餌や冷凍餌を好む。